# Tricia Smith
Pour les articles homonymes, voir Smith.
Patricia Catherine M. Smith, dite Tricia Smith, née le 14 avril 1954 à Vancouver, est une rameuse d'aviron et dirigeante sportive canadienne.

## Carrière

### Aviron
Tricia Smith participe aux Jeux olympiques d'été de 1976 à Montréal, terminant cinquième du deux sans barreur, puis remporte la médaille d'argent de deux sans barreur des Jeux olympiques d'été de 1984 à Los Angeles avec Betty Craig. Elle est aussi septième du quatre sans barreur des Jeux olympiques d'été de 1988 à Séoul.
Elle remporte aux Championnats du monde d'aviron la médaille de bronze de huit en 1977 à Amsterdam, la médaille d'argent de deux sans barreur en 1981 à Munich, la médaille de bronze de deux sans barreur en 1982 à Lucerne et en 1983 à Duisbourg et la médaille de bronze de quatre sans barreur en 1985 à Hazewinkel.
Elle est également médaillée d'or du quatre sans barreur aux Jeux du Commonwealth de 1986 à Édimbourg.

### Dirigeante sportive
Diplômée en droit de l'université de la Colombie-Britannique, elle est membre du comité sportif de l'université. Elle entre au comité exécutif du Comité olympique canadien en 2005, est chef de mission de la délégation canadienne aux Jeux panaméricains de 2007 et devient vice-présidente du Comité olympique canadien en 2009. Membre du Conseil International de l'Arbitrage en matière de Sport, elle devient vice-présidente de la Fédération internationale d'aviron en 2013, présidente du Comité olympique canadien en 2015 et membre du Comité international olympique en 2016.
Elle est nommée à l’Ordre du Canada en 2024, avec le rang d’Officier.